# Толедо, Давид
Хосе Давид Толедо Боскес (исп. José David Toledo Bosques; родился 18 апреля 1982 года в Хучитан-де-Сарагоса, Мексика) — мексиканский футболист, выступавший на позиции опорного полузащитника.

## Карьера
Давид — воспитанник футбольной академии клуба УНАМ Пумас. В 2001 году он дебютировал за основную команду «пум» в мексиканской Примере. В 2005 и 2007 годах Толедо дважды на правах аренды выступал за Альамиру и «Атланте». В составе последнего он стал чемпионом Мексики. Несмотря на нерегулярные появления в основе «Пумас», Давид трижды стал чемпионом страны.
В 2009 году Толедо перешёл в УАНЛ Тигрес. 30 августа 2009 года в матче против «Сантос Лагуна» Давид дебютировал за «тигров». 31 января 2010 года в поединке против «Чьяпас», полузащитник забил свой первый гол за новый клуб. 19 февраля того же года Толедо забил «Сантос Лагуне».
В начале 2103 года он перешёл в «Хагуарес Чьяпас». 12 января в матче против столичной «Амеркии» Давид дебютировал за новую команду. Летом того же года Толедо подписал контракт с «Керетаро», но сразу же вернулся в «Чьяпас» на правах аренды. 15 сентября в поединке против «Атласа» он забил свой первый гол за клуб. Отыграв два сезона за «ягуаров» Давид перешёл в «Гвадалахару». 21 июля в матче против своей бывшей команды «Чьяпас» он дебютировал за новый клуб. 28 июля в поединке Кубка Мексики против «Сакатепека» Толедо забил свой первый гол за «Гвадалахару». Летом 2015 года Давид на правах аренды присоединился к «Пуэбле». 19 сентября в матче против «Веракрус» он дебютировал за новую команду. 19 февраля 2017 года в поединке против «Чьяпас» Толедо забил свой первый гол за «Пуэблу».

## Достижения
Командные
 УНАМ Пумас
- Чемпионат Мексики по футболу — Апертура 2004
- Чемпионат Мексики по футболу — Клаусура 2004
- Чемпионат Мексики по футболу — Апертура 2009

 «Атланте»
- Чемпионат Мексики по футболу — Апертура 2007

 УАНЛ Тигрес
- Чемпионат Мексики по футболу — Апертура 2011